# Daniele Vimercati
Daniele Vimercati (Vertova, 17 novembre 1957 – Rozzano, 27 marzo 2002) è stato un giornalista e conduttore televisivo italiano.
Biografo di Umberto Bossi, scrissero assieme il primo libro Vento dal Nord sulla nascita della Lega Nord e altre opere-intervista sul segretario del Carroccio.

## Biografia
(Mario Cervi)
Laureato in Giurisprudenza all'Università Cattolica del Sacro Cuore, Vimercati iniziò la sua fulminea quanto breve e incisiva carriera di giornalista alla cronaca de L'Eco di Bergamo. Proseguì la carriera al Giornale di Indro Montanelli, dove divenne in breve tempo capo della redazione milanese.
Nel 1995 accettò la direzione del quotidiano L'Indipendente, e poi nel 1997 quella del settimanale Il Borghese, in occasione del suo ritorno nelle edicole. Nel 1999 cominciò a dirigere i servizi giornalistici dell'emittente regionale Telelombardia, conducendo un programma di approfondimento politico che divenne subito cult, Iceberg.
Autentico pensatore federalista, Vimercati non era legato ad alcuno schema, ricevendo la stima di personaggi provenienti da schieramenti politici antitetici tra loro. Fu in una di queste trasmissioni che riuscì a carpire abilmente, al parlamentare Maurizio Gasparri, futuro ministro nei governi Berlusconi II e III, la lista di proscrizione che comprendeva Enzo Biagi, Michele Santoro e Daniele Luttazzi, oltre all'intero TG3, sollevando un polverone mediatico.
Nel 1999 ricoprì l'incarico di presidente della giuria della seconda edizione di Miss Padania.
Vimercati venne ricoverato all'Istituto Clinico Humanitas di Rozzano per una forma di leucemia particolarmente grave e degenerativa; qui morì il 27 marzo 2002 all'età di 44 anni.

## Opere
- I lombardi alla nuova Crociata. Il «Fenomeno Lega» dall'esordio al trionfo. Cronaca di un miracolo politico, presentazione di Indro Montanelli, Milano, Mursia, 1990, ISBN 978-88-425-0806-9.
- U. Bossi, con D. Vimercati, Vento dal Nord: la mia Lega, la mia vita, collana Politica, Milano, Sperling & Kupfer, 1992 ISBN 88-200-1309-6.
- U. Bossi, con D. Vimercati, La Rivoluzione. La Lega: storie e idee, collana Politica, Milano, Sperling & Kupfer, 1993, ISBN 88-200-1569-2
- U. Bossi, Tutta la verità. Perché ho partecipato al governo Berlusconi. Perché l'ho fatto cadere. Dove voglio arrivare, introduzione di D. Vimercati, collana Politica, Milano, Sperling & Kupfer, 1995 ISBN 88-200-1962-0.
- U. Bossi, D. Vimercati, Il mio progetto: discorsi su Federalismo e Padania, collana Politica, Milano, Sperling & Kupfer, 1996.
- D. Vimercati, U. Bossi, Processo alla Lega. Le accuse di magistrati e giornalisti L'autodifesa del leader padano. Un duello ad armi pari, collana Politica, Milano, Sperling & Kupfer, 1998.